# Ohrada (Nová Ves I)
Ohrada je vesnice v okrese Kolín, je součástí obce Nová Ves I. Nachází se asi 1,5 kilometru jihovýchodně od Nové Vsi I. Prochází tudy silnice I/38. 

## Historie
Ohrada vznikla kolem roku 1778, kdy byl zrušen panský dvůr, na jehož pozemcích stávala ohrada pro dobytek.

## Další fotografie

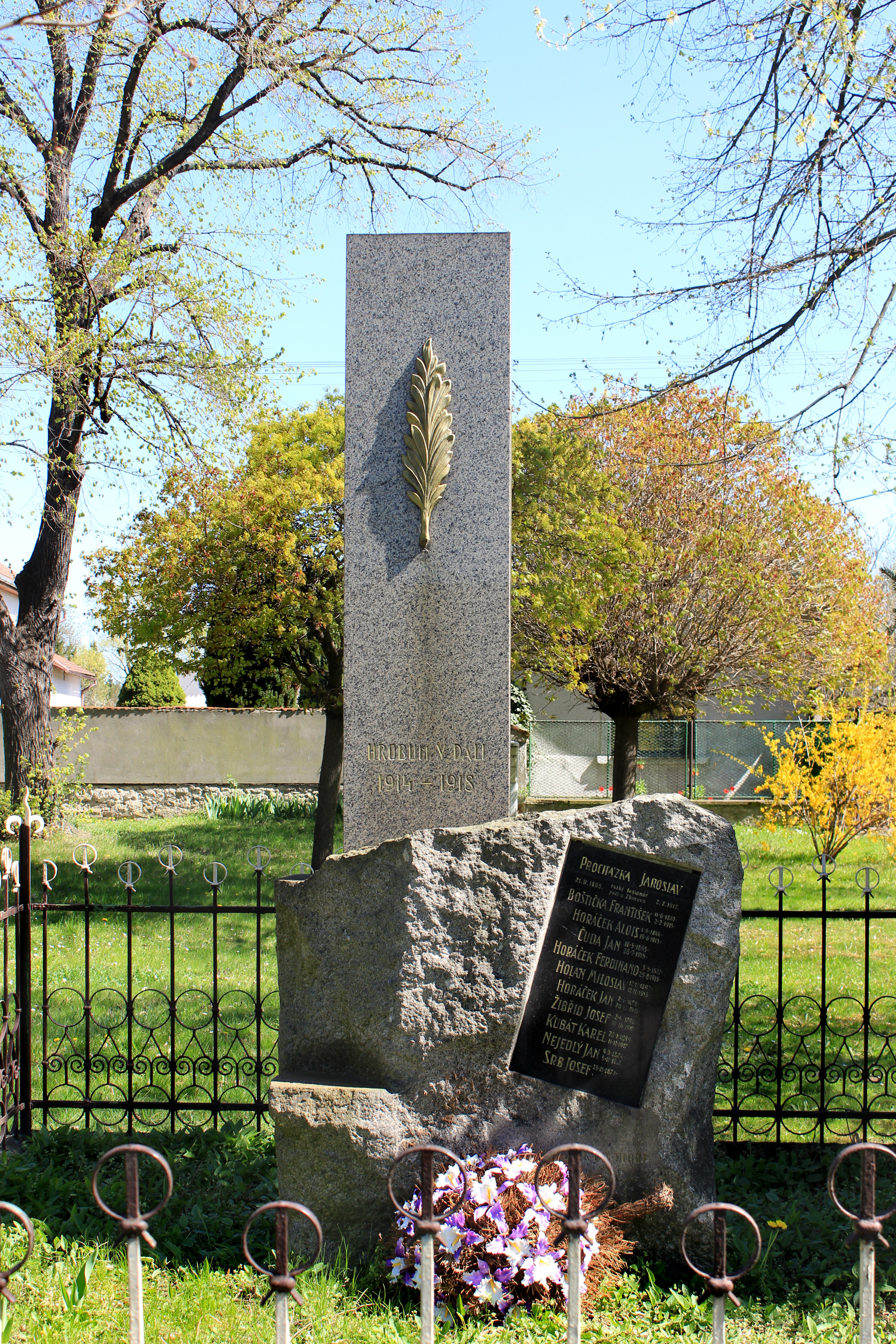
Památník na návsi
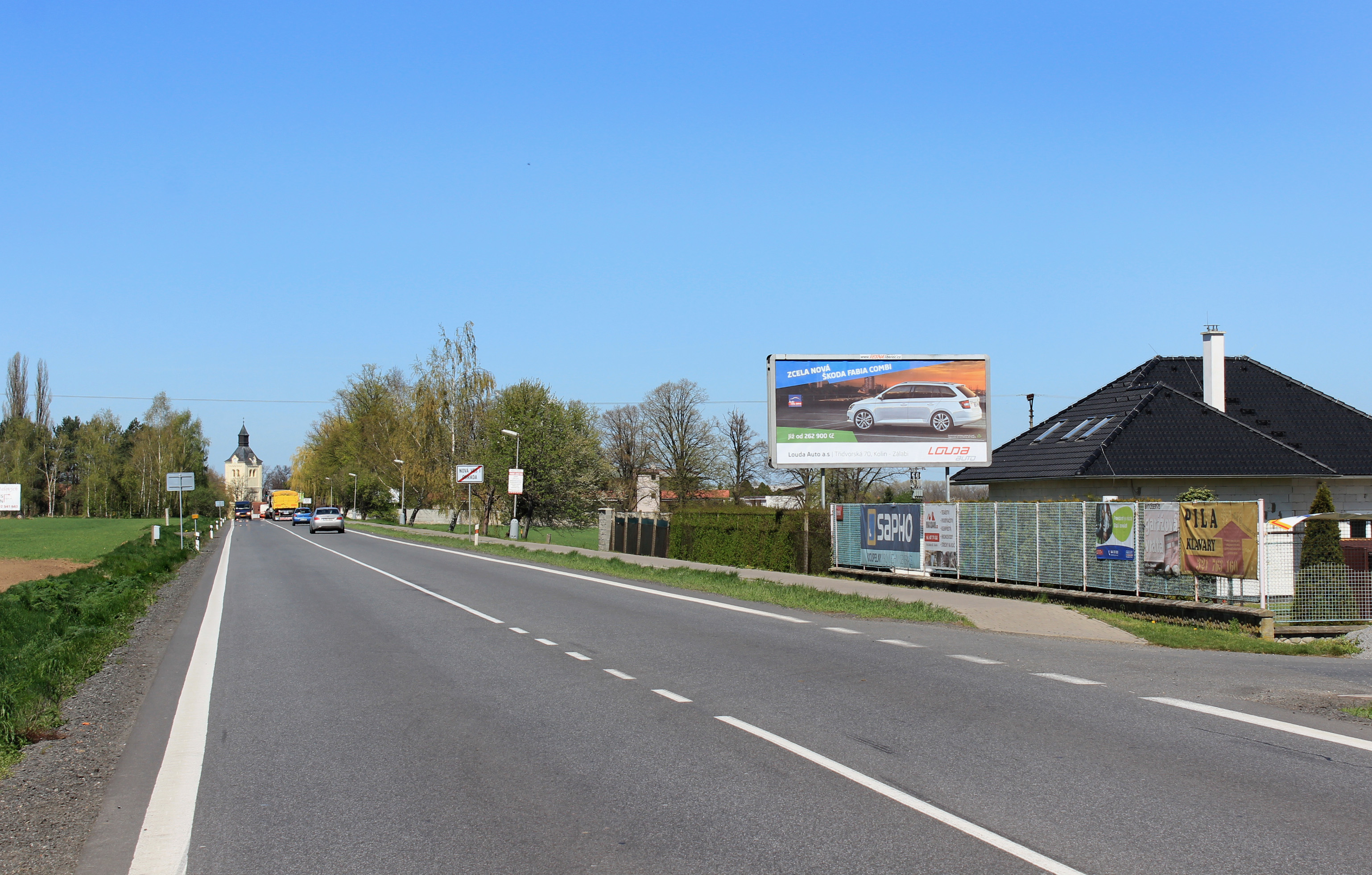
Silnice I/38
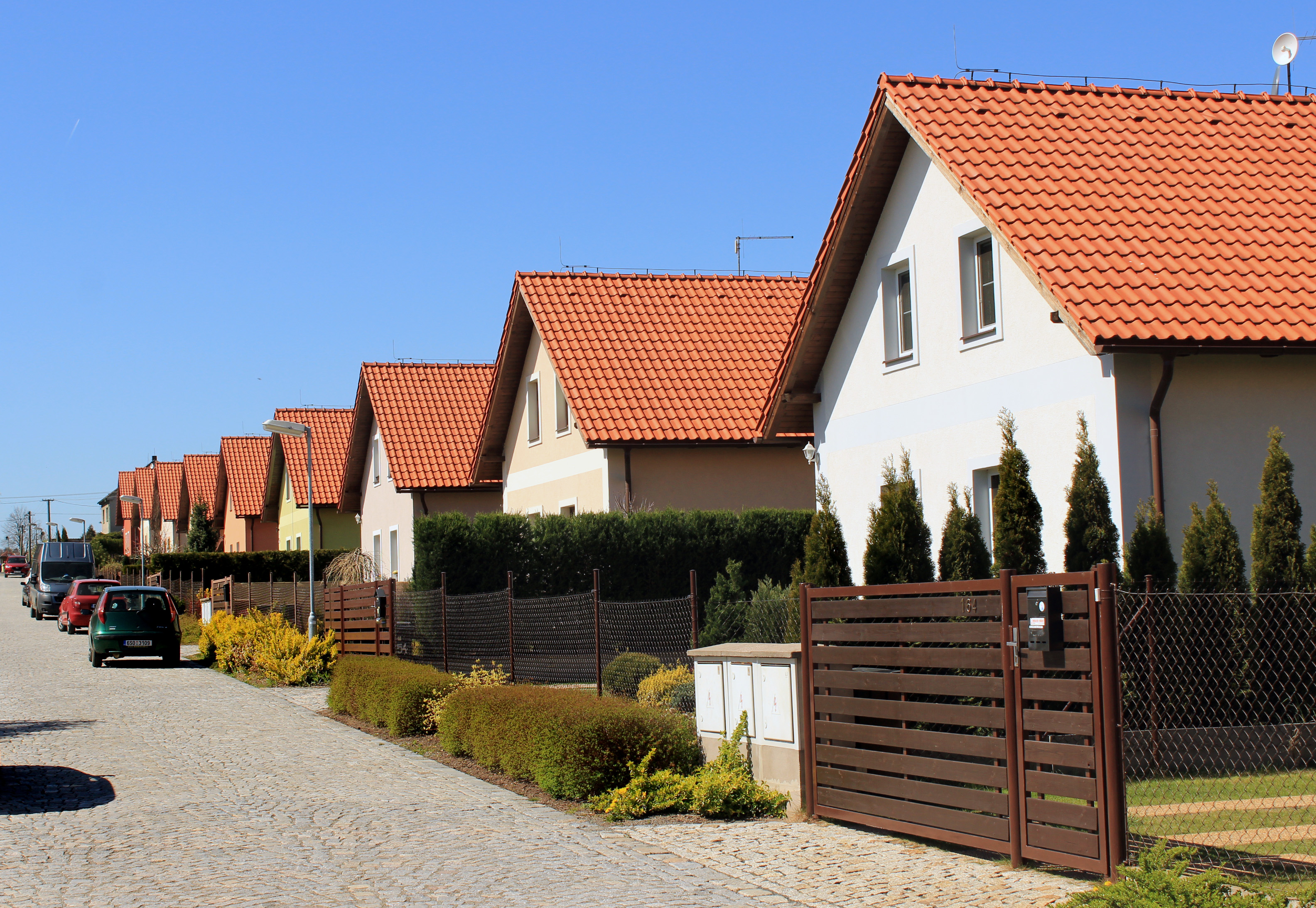
Nová výstavba